# Jericó, el infinito vuelo de los días
Jericó, el infinito vuelo de los días es una película documental colombofrancesa de 2016 dirigida y escrita por Catalina Mesa. Fue estrenado en Colombia en noviembre de 2016 y fue exhibido en eventos a nivel internacional como el Festival de Cine Documental de Canadá, el Festival de Cine de Lima, el Festival Internacional de Cine Documental de Tel Aviv y el Bogotá Film Festival, además de ganar varios premios y reconocimientos.

## Sinopsis
El documental es una recopilación de historias de mujeres del pueblo de Jericó, ubicado en el departamento de Antioquia. La obra presenta a varias mujeres originarias del pueblo, de distintas edades y condición social, cuyas anécdotas van de la mano con la historia cultural de este bello municipio ubicado en las montañas antioqueñas.